# イェジ・ヤノヴィッツ
イェジ・ヤノヴィッツ（ポーランド語: Jerzy Filip Janowicz、ポーランド語発音: [ˈjɛʐɨ jaˈnɔvit͡ʂ], 1990年11月13日 - ）は、ポーランド・ウッチ出身の男子プロテニス選手。まだATPツアーでシングルス・ダブルスともに優勝はない。自己最高ランキングはシングルス14位、ダブルス47位。身長203cm、体重91kg。右利き、バックハンド・ストロークは両手打ち。
姓は「ヤノヴィチ」「ヤノウィッツ」「ヤノビッチ」「ヤノビチ」とも表記される。
2013年ウィンブルドン選手権男子シングルスベスト4に進出。2012年パリ・マスターズ準優勝。ダブルスでは2013年BNPパリバ・オープンで準優勝。2015年ホップマンカップ優勝。

## 選手経歴

### ジュニア時代
バレーボール選手の両親の間に生まれたヤノヴィッツは5歳でテニスを始める。ジュニア時代には2007年全米オープンと2008年全仏オープンジュニアシングルスで準優勝している。

### 2008年 プロ転向
2008年にプロに転向。同年からデビスカップのポーランド代表選手に選ばれている。

### 2012年 マスターズ準優勝
4大大会では2009年全米オープンから予選に挑戦を始めたがなかなか突破することが出来ず、2012年ウィンブルドン選手権で初めて勝ち上がり初出場した。1回戦でシモーネ・ボレッリを3-6, 6-3, 6-3, 6-3で、2回戦でエルネスツ・グルビスを2-6, 6-4, 3-6, 7-6(2), 9-7で破り初出場で3回戦まで進出した。3回戦ではフロリアン・マイヤーに6-7(5), 6-3, 6-2, 3-6, 5-7で敗れた。大会後のランキングで87位となりトップ100入りを果たした。10月のクレムリン・カップではツアーで初めてのベスト8に進出した。11月のBNPパリバ・マスターズでは予選から勝ち上がり、1回戦でフィリップ・コールシュライバーを、2回戦ではマリン・チリッチを、3回戦はランキング3位のアンディ・マリーに5-7, 7-6(4), 6-2で逆転勝ちしベスト8に進出した。準々決勝ではヤンコ・ティプサレビッチが途中棄権、準決勝ではジル・シモンを6-4, 7-5で破りマスターズ大会初出場ながら決勝に進出した。決勝ではダビド・フェレールに4-6, 3–6で敗れ準優勝となったが69位から26位にランキングを上げトップ30入りを果たした。

### 2013年 ウィンブルドンベスト4
2013年は3月のBNPパリバ・オープンでトレト・ユーイと組みダブルスで決勝に進出したが、強豪ブライアン兄弟に健闘したものの3–6, 6–3, [6–10]で惜しくも敗れこちらもツアー初優勝はならなかった。
ウィンブルドン選手権では3回戦で第15シードのニコラス・アルマグロを破り、グランドスラムで初めて4回戦に進出すると、4回戦でユルゲン・メルツァーを、準々決勝で同じポーランドの先輩ルカシュ・クボットを7-5, 6-4, 6-4で破り、準決勝進出。準決勝で世界ランク2位のアンディ・マリーに7-6(2), 4-6, 4-6, 3-6で敗れた。

### 2014年 トップ50陥落
2014年はウィンストン・セーラム・オープンで準優勝があったが、足の怪我もありランキングを落としてしまう。

### 2015年 ホップマン杯初優勝
2015年1月、ホップマンカップにポーランド代表として出場。決勝でアメリカに勝利し優勝を飾る。2月に南フランス・オープンで準優勝。
2013年から同じポーランドのテニス選手のマルタ・ドマホフスカと交際しており、2019年第1子の長男が誕生した。

## ATPツアー決勝進出結果

### シングルス: 3回 (0勝3敗)
| 大会グレード                            |
| グランドスラム (0-0)                    |
| ATPワールドツアー・ファイナル (0-0)     |
| ATPワールドツアー・マスターズ1000 (0–1) |
| ATPワールドツアー・500シリーズ (0-0)    |
| ATPワールドツアー・250シリーズ (0–2)    |

| サーフェス別タイトル |
| ハード (0–3)         |
| クレー (0-0)         |
| 芝 (0-0)             |
| カーペット (0-0)     |

| 結果   | No. | 決勝日        | 大会                   | サーフェス    | 対戦相手           | スコア           |
| ------ | --- | ------------- | ---------------------- | ------------- | ------------------ | ---------------- |
| 準優勝 | 1.  | 2012年11月4日 | パリ                   | ハード (室内) | ダビド・フェレール | 4–6, 3–6         |
| 準優勝 | 2.  | 2014年8月23日 | ウィンストン・セーラム | ハード        | ルカシュ・ロソル   | 6–3, 6–7(3), 5–7 |
| 準優勝 | 3.  | 2015年2月10日 | モンペリエ             | ハード (室内) | リシャール・ガスケ | 0–3, 途中棄権    |

### ダブルス: 1回 (0勝1敗)
| 結果   | No. | 決勝日        | 大会                 | サーフェス | パートナー     | 対戦相手                            | スコア           |
| ------ | --- | ------------- | -------------------- | ---------- | -------------- | ----------------------------------- | ---------------- |
| 準優勝 | 1.  | 2013年3月16日 | インディアンウェルズ | ハード     | トレト・ユーイ | ボブ・ブライアン マイク・ブライアン | 3–6, 6–3, [6–10] |

### ホップマンカップ: 1回 (1勝)
| 結果 | No. | 決勝日        | 大会             | サーフェス | パートナー                   | 対戦相手                                | スコア |
| ---- | --- | ------------- | ---------------- | ---------- | ---------------------------- | --------------------------------------- | ------ |
| 優勝 | 1.  | 2015年1月10日 | ホップマンカップ | ハード     | アグニエシュカ・ラドワンスカ | セリーナ・ウィリアムズ ジョン・イズナー | 2–1    |

## シングルス成績
略語の説明
| W | F | SF | QF | #R | RR | Q# | LQ | A | Z# | PO | G | S | B | NMS | P | NH |

W=優勝, F=準優勝, SF=ベスト4, QF=ベスト8, #R=#回戦敗退, RR=ラウンドロビン敗退, Q#=予選#回戦敗退, LQ=予選敗退, A=大会不参加, Z#=デビスカップ/BJKカップ地域ゾーン, PO=デビスカップ/BJKカッププレーオフ, G=オリンピック金メダル, S=オリンピック銀メダル, B=オリンピック銅メダル, NMS=マスターズシリーズから降格, P=開催延期, NH=開催なし.
| 大会           | 2009 | 2010 | 2011 | 2012 | 2013 | 2014 | 2015 | 2016 | 2017 | 通算成績 |
| -------------- | ---- | ---- | ---- | ---- | ---- | ---- | ---- | ---- | ---- | -------- |
| 全豪オープン   | A    | A    | LQ   | A    | 3R   | 3R   | 3R   | 1R   | 1R   | 6–5      |
| 全仏オープン   | A    | A    | LQ   | LQ   | 3R   | 3R   | 2R   | A    | 1R   | 5–4      |
| ウィンブルドン | A    | A    | LQ   | 3R   | SF   | 3R   | 1R   | A    | 3R   | 11–5     |
| 全米オープン   | LQ   | LQ   | LQ   | 1R   | 1R   | 2R   | 1R   | 1R   | A    | 1–5      |

### 大会最高成績
| 大会                 | 成績 | 年         |
| -------------------- | ---- | ---------- |
| ATPファイナルズ      | A    | 出場なし   |
| インディアンウェルズ | 3R   | 2013       |
| マイアミ             | 3R   | 2015       |
| モンテカルロ         | 1R   | 2013-15    |
| マドリード           | 2R   | 2013       |
| ローマ               | QF   | 2013       |
| カナダ               | 1R   | 2013       |
| シンシナティ         | 3R   | 2014, 2015 |
| 上海                 | 2R   | 2014       |
| パリ                 | F    | 2013       |
| オリンピック         | 1R   | 2016       |
| デビスカップ         | WG2  | 2015, 2020 |
| ATPカップ            | A    | 出場なし   |